# Flaga Korsyki

Flaga Korsyki

Flaga Korsyki przed 1755 r.

Flaga Korsyki – flaga tego francuskiego regionu przedstawia na białym tle czarny wizerunek głowy owiniętej srebrną chustą. Wizerunek ten  (zwany la Tête de Maure) symbolizuje Araba i ma związek z faktem, iż w przeszłości  (w IX wieku) wyspą władali właśnie Arabowie.
Nawiązuje też do  XIV wiecznego herbu Aragonii.
Flaga została przyjęta w 1980 roku.